# Lluc García Socias
Lluc García Socias es un biólogo español.
Se ha especializado en el estudio de los isópodos terrestres de la península ibérica y Baleares.

## Especiesdescritas
- Armadillidium cruzi
- Porcellio balearicus
- Trichoniscus perezi